# Robert Bruce Merrifield
Robert Bruce Merrifield (n. 15 iulie 1921, Fort Worth, Texas, SUA – d. 14 mai 2006, Cresskill⁠(d), New Jersey, SUA) a fost un chimist american, laureat al Premiului Nobel pentru chimie (1984).